# Sunda (géologie)
Pour les articles homonymes, voir Sunda (homonymie).

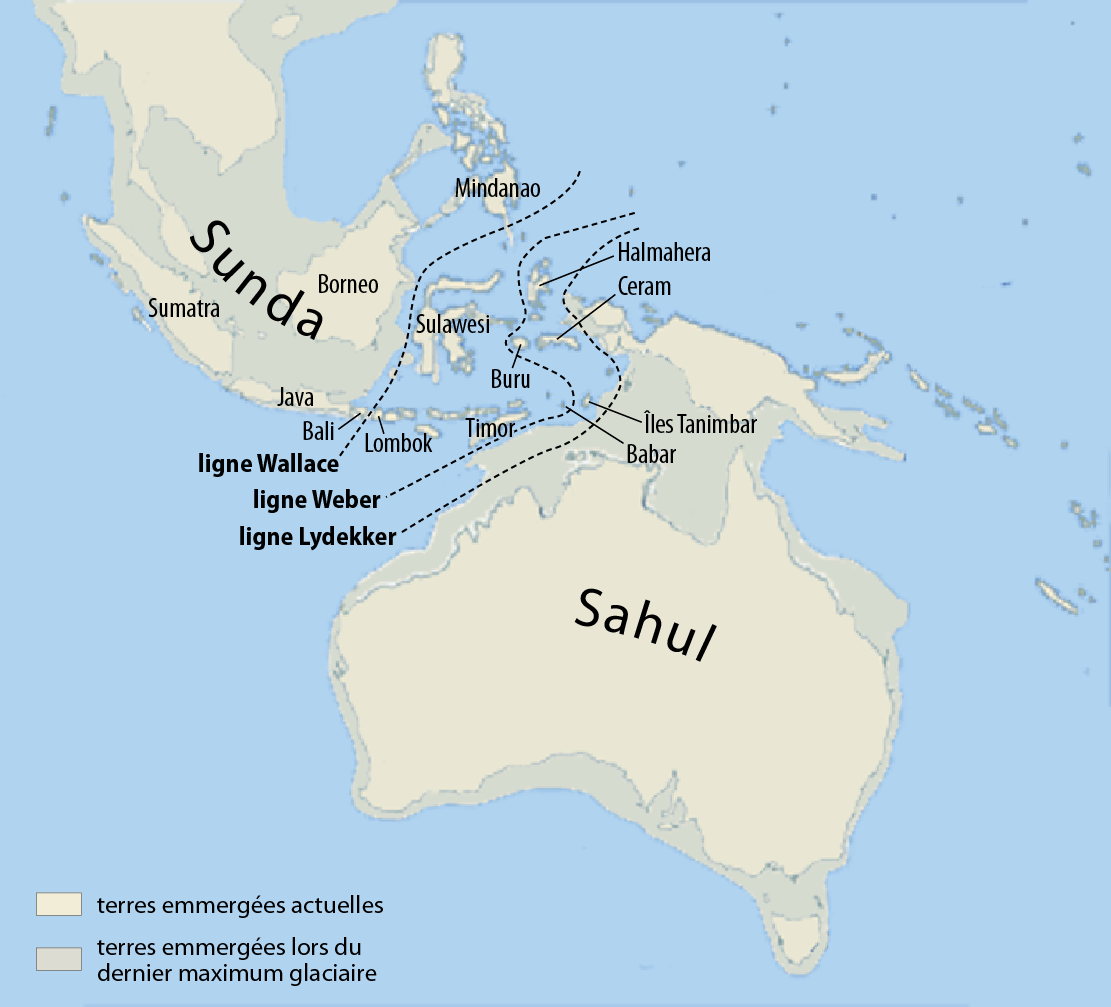
Le Sunda et le Sahul lors du dernier maximum glaciaire (le niveau de la mer était alors plus bas de 120 m).

Le plateau continental de Sunda est une extension aujourd'hui immergée du continent asiatique. Il supporte les îles indonésiennes de Sumatra, Java, Bali, Bornéo, et les petites iles alentour. Celles-ci ont été rattachées au continent pendant les glaciations quaternaires, quand le niveau de la mer était sensiblement plus bas qu'aujourd'hui.

## Dénomination
Son nom vient de Sunda, qui désigne la partie ouest de Java, dont les habitants parlent une langue, le sundanais, distincte du javanais parlé par les habitants du centre et de l'est de l'île.

## Histoire
Il suffit d'une baisse du niveau de la mer de 50 mètres pour que les actuelles iles de Sumatra, Java et Kalimantan (Bornéo) soient joignables par voie terrestre depuis le continent asiatique. La liaison entre Kalimantan, Java, Sumatra et la péninsule malaise semble avoir été constante de 85 000 à 11 000 ans avant le présent (AP) (sauf pour Kalimantan, brièvement isolée vers 70 000 ans AP). La surface du Sunda aurait doublé à partir d'environ 30 000 ans AP, pour atteindre son extension maximale lors du dernier maximum glaciaire, il y a environ 21 000 ans.
Au cours du Tardiglaciaire puis de l'Holocène, la fonte des inlandsis canadien et scandinave entraîne une remontée du niveau de la mer et la réduction du Sunda à un ensemble d'iles, désormais coupées du continent asiatique.

## Biogéographie
Le Sunda est séparé de la zone biogéographique appelée Wallacea par la ligne Wallace, nommée d'après le naturaliste Alfred Russel Wallace, qui avait remarqué les différences dans la faune des mammifères et des oiseaux des deux côtés de la ligne. Les iles actuelles du Sunda, à l'ouest de la ligne, à savoir Sumatra, Java, Bali et Bornéo, partagent la même faune de mammifères que celle de l'Asie du Sud-Est, comprenant notamment des tigres, des rhinocéros et des primates. Durant les glaciations quaternaires, le niveau de la mer était nettement plus bas, unissant la plupart de ces iles au continent asiatique et permettant aux animaux terrestres de les coloniser.

## Peuplements préhistoriques
Des fossiles d'Homo erectus ont été trouvés depuis 1891 sur différents sites de Java, notamment à Trinil, Sangiran et Ngandong, mais encore aucun au-delà du Sunda. Ils sont datés de 1,45 Ma (Enfant de Mojokerto) à 110 000 ans AP (Homme de Solo). En revanche, les fossiles de l'Homme de Florès ont été trouvés à Florès, qui fait partie de la Wallacea et non du Sunda. Des vestiges lithiques datés entre 194 000 et 118 000 ans AP ont été découverts sur l'ile des Célèbes (Sulawesi), dans la Wallacea, mais sans fossiles humains associés.
À partir d'environ 70 000 ans AP, Homo sapiens se diffuse en Asie du Sud-Est, où il remplace les espèces humaines locales, Homme de Denisova, Homme de Florès et Homo luzonensis, puis il parvient pour la première fois au Sahul (Australie et Nouvelle-Guinée) vers 50 000 ans AP, après avoir traversé la Wallacea.  